# Жан Тьєррі Лазар
Жан Тьєррі Лазар (фр. Jean Thierry Lazare, нар. 7 березня 1998, Дієгонефла) — івуарійський футболіст, півзахисник бельгійського клубу «Уніон Сент-Жілуаз» та збірної Кот-д'Івуару. На правах оренди виступає за бельгійський «Стандард».
Володар Кубка Бельгії та Суперкубка Бельгії. У складі збірної — володар Кубка африканських націй.

## Клубна кар'єра
Жан Тьєррі Лазар народився 1998 року в місті Дієгонефла. Навчався у катарській футбольній академії «Aspire Academy». У професійному футболі Лазар дебютував 2016 року виступами за бельгійську команду «Ейпен», в якій грав до 2020 року, взявши участь у 73 матчах чемпіонату. У 2020 році івуарійський футболіст перейшов до складу іншої бельгійської команди «Шарлеруа», проте керівництво клубу відразу віддало Лазара в оренду до португальського клубу «Ештуріл-Прая». З 2021 року івуарійський півзахисник грає у складі бельгійського клубу «Уніон Сент-Жілуаз». У складі команди Лазар став володарем Кубка Бельгії та Суперкубка Бельгії.
26 січня 2025 року на правах оренди перейшов у льєзький «Стандард» до кінця сезону з опцією викупу.

## Виступи за збірні
Протягом 2017—2019 років Жан Тьєррі Лазар залучався до складу молодіжної збірної Кот-д'Івуару. На молодіжному рівні зіграв у 6 офіційних матчах, забив 1 гол.
У 2022 році Лазар дебютував у складі національної збірної Кот-д'Івуару. У складі збірної брав участь у домашньому для івуарійської збірної Кубку африканських націй 2023 року, на якому у складі збірної став чемпіоном континенту. У складі збірної станом на середину листопада 2024 року зіграв у складі національної збірної 6 матчів, у яких відзначився 1 забитим м'ячем.

## Титули і досягнення
- Володар Кубка Бельгії (1):

«Уніон Сент-Жілуаз»: 2023–2024
- Володар Суперкубка Бельгії (1):

«Уніон Сент-Жілуаз»: 2024
- Володар Кубка африканських націй (1): 2023